# 제프리스 & 컴퍼니
제프리스 & 컴퍼니(Jefferies & Company)는 제프리스 그룹(NYSE: JEF)의 자회사로, 글로벌 투자 은행이자 기관 증권 회사이다. 제프리스는 고객에게 자본 시장과 금융 시장의 재정 자문, 기관 중개업, 증권 분석, 자산 관리 서비스를 제공한다.
제프리스 & 컴퍼니는 증권 거래, 인수 합병(M&A), 구조 조정 및 기타 금융 조언 서비스를 주요 업무로 한다. 또한, 제프리스는 유가증권 및 회사채, 미국 국채, 지방채, 자산유동화증권, 파생 상품 등을 취급하고, 기관과 투자자에게 자산 관리 서비스와 상품을 제공한다.
제프리스 & 컴퍼니의 본사는 뉴욕에 있고, 보스턴, 로스앤젤레스, 샌프란시스코 등 미국 내에 25개 이상의 사무실이 있다. 런던, 프랑크푸르트, 취리히, 홍콩, 싱가포르, 상하이, 뭄바이 등에 주요 금융 센터가 있다.